# 松山俊太郎
松山 俊太郎（まつやま しゅんたろう、1930年8月27日 - 2014年5月11日）は、東京府出身のインド学者、幻想文学研究家。
英語やサンスクリット語の他、フランス語やアラビア語などにも堪能。女子美術大学教授、國學院大學講師、多摩美術大学講師、美学校講師などを歴任。

## 略歴
明治時代の茶人・松山吟松庵の孫として東京市芝区三田綱町（現在の東京都港区三田）に生まれる。両親は開業医。1943年、東京府立第四中学校（現在の東京都立戸山高等学校）入学。1945年、趣味の手榴弾の分解作業中に爆発をおこし、左手の手首から先を失う。さらに右手も指を二本失った。
留年と浪人を経て、1951年、東京大学文科2類（現在の文科3類に相当）に入学。教養学部のフランス語・中国語混成クラスの同級生に阿部良雄や石堂淑朗、種村季弘、井出孫六、石川忠久、藤田敏八、水野るり子、吉田喜重などがいた。1953年、文学部印度哲学科に進学し、サンスクリット文学（サンスクリット語）を専攻。同大学院修士課程（印度哲学専攻）修了。
サンスクリット学者として蓮を研究。その研究の一端は、後年『蓮と法華経-その精神と形成史を語る-』（第三文明社）で発表されている。また、ボードレール『悪の華』原書の初版および再版を日本でただ一人所有しているなど稀覯書の蒐集家としても知られ、小栗虫太郎や夢野久作など、戦前の探偵小説の初版本等も所有している。
著書に『球体感覚御開帳』（冥草舎）、『インドを語る』（白順社　1988年）、『インドのエロス　詩の語る愛欲の世界』（白順社　1992年）、『蓮と法華経　その精神と形成史を語る』（第三文明社　2000年）、『綺想礼讃』（国書刊行会　2010年）、『松山俊太郎　蓮の宇宙』（安藤礼二編　太田出版　2016年）など。訳書に『タントラ』（フィリップ・ローソン　平凡社　2012年）などがある。
澁澤龍彦との交遊関係は有名で全集の編集委員。委員の巌谷國士・種村季弘・出口裕弘との共著に『澁澤龍彦を語る』（河出書房新社）がある。
2014年5月11日、大腸癌のため死去。83歳没。

## 晩年の活動
西新宿の常円寺において、上杉清文の「福神研究所」主催による『法華経講義』と題した公開連続講義を続けていた（2012年10月を最後に病気療養のため休講）。
『世界大百科事典』の項目「愛」の執筆者のひとり。

## 関連文献

### 主な著作
- 球体感覚御開帳 冥草舎 1971 - 俳人加藤郁乎の作品集『球体感覚』の全作解題。
- インドを語る 白順社 1988.7
- インドのエロス 白順社 1992.4
- 蓮と法華経 第三文明社 2000.8
- 松山俊太郎 綺想礼讃 国書刊行会 2010.1 - 四十数編の作家論集
- 松山俊太郎 蓮の宇宙 太田出版 2016.8 - 安藤礼二編・解説

編著・訳著
- 小栗虫太郎傑作選 1〜5  社会思想社「現代教養文庫」 1976〜1978
- 澁澤龍彦文学館12 最後の箱 筑摩書房 1991
- 日本幻想文学集成5 谷崎潤一郎 国書刊行会 1991.7
- 日本幻想文学集成21 正宗白鳥 国書刊行会 1993.7
- 日本幻想文学集成33 小栗虫太郎 国書刊行会 1995.6
- タントラ・インドのエクスタシー礼讃　フィリップ・ローソン 平凡社（イメージの博物誌） 新版2013

編集委員
- 「澁澤龍彦全集」 巖谷國士 種村季弘 出口裕弘 共編 河出書房新社 1993〜1995
- 「澁澤龍彦翻訳全集」 巖谷國士 種村季弘 出口裕弘 共編 河出書房新社 1996〜1998
- 「澁澤龍彦を語る」 巖谷國士 種村季弘 出口裕弘 松山俊太郎 河出書房新社 1996

### 特集・伝記
- 松山俊太郎・上杉清文・南伸坊・末井昭 「拝聴　松山俊太郎先生　蓮と蓮華経とオッパイ」『福神』第5号 上杉清文他・福神研究所編 太田出版 2000
- 『Fukujin』第15号 特集「松山俊太郎：世界文学としての法華経」上杉清文・福神研究所編 白夜書房 2011
- 『Fukujin』第18号 特集「追悼 松山俊太郎」上杉清文・福神研究所編 明月堂書店 2016